# Leptogaster ochricornis
Leptogaster ochricornis är en tvåvingeart som beskrevs av Friedrich Hermann Loew 1858. Leptogaster ochricornis ingår i släktet Leptogaster och familjen rovflugor. Inga underarter finns listade i Catalogue of Life.